# I want you (She's so heavy)
I Want You (She's So Heavy) is een nummer van The Beatles, geschreven door John Lennon (maar officieel toegekend aan "Lennon-McCartney" zoals gebruikelijk was) en afkomstig van het album Abbey Road uit 1969. Het was het slotnummer van kant a van de vinyl-versie van het album.
Het nummer is nogal ongebruikelijk naar Beatles-maatstaven. Het was ongewoon lang (7'47", zelfs langer dan Hey Jude), vrijwel geen tekst (slechts 14 woorden worden gebruikt waarvan de titel het vaakst) en een abrupt einde. Bovendien was het een behoorlijk stevig nummer, waardoor het door sommige Beatles-kenners wordt beschouwd als een van de "zwaarste" nummers die de band heeft opgenomen. Het blad Guitar World plaatste dit nummer in 2014 in de lijst van 50 "Heaviest songs before Black Sabbath".

## Opname
John Lennon schreef het nummer voor Yoko Ono. De band had het gerepeteerd tijdens de opnamesessies voor wat later het album Let It Be zou worden, opnamen die vóór Abbey Road plaatsvonden maar die pas ná de release van dat album uit zouden komen. De basis van het nummer werd op 22 februari 1969 opgenomen in de Londense Trident Studio's. Op 18 april 1969 voegden Lennon en George Harrison er hun gitaarpartijen aan toe. Twee dagen later volgden de hammondpartij van Billy Preston en de percussie (conga's) van Ringo Starr. Tot op het laatste moment was de titel van het nummer I want you, maar bij de allerlaatste opname, op 11 augustus 1969, kwam daar nog She's so heavy bij.
De laatste mix van het nummer vond plaats op 11 augustus 1969, de laatste keer dat The Beatles als groep samen in één studio bij elkaar was.

## Muzikanten
- John Lennon – zang, gitaar, Moogsynthesizer
- Paul McCartney – bas, achtergrondzang
- George Harrison – gitaar, achtergrondzang
- Ringo Starr – drums, conga's
- Billy Preston – hammondorgel

## Coverversies
Net zoals vele andere nummers van The Beatles, is I Want You (She's So Heavy) vaak gecoverd:
- In 1993 verscheen een versie door The Eric Gales Band op hun album Picture of a Thousand Faces.
- Alvin Lee nam een liveversie op in 1994 voor het album Nineteen Ninety-Four, met George Harrison op slidegitaar.
- Gothicmetalband Type O Negative nam een versie op voor hun album uit 1999, World Coming Down. Het is een deel van een Beatles-medley, samen met Day Tripper en If I Needed Someone.
- Thrice nam een versie op in 2010.
- Blue Öyster Cult bracht een liveversie van het nummer enkele weken na de moord op John Lennon. Het werd in 2018 uitgebracht op het verzamelalbum Rarities Vol. 2.